# Ravvivando
Ravvivando es un álbum de estudio de la banda alemana Faust. Fue lanzado en mayo de 1999 por el sello alemán Klangbad, del cual Hans Joachim Irmler es propietario.

## Lista de canciones
| N.º | Título                         | Duración |  |
| 1.  | «Ein Neuer Tag»                | 4:17     |  |
| 2.  | «Carousel II»                  | 2:44     |  |
| 3.  | «Wir Brauchen Dich #6»         | 7:22     |  |
| 4.  | «Four Plus Seven Means Eleven» | 7:06     |  |
| 5.  | «Take Care»                    | 4:08     |  |
| 6.  | «Spiel»                        | 0:40     |  |
| 7.  | «Dr’ Hansel»                   | 1:30     |  |
| 8.  | «Apokalypse»                   | 4:29     |  |
| 9.  | «D.I.G.»                       | 5:28     |  |
| 10. | «Du Weißt Schon»               | 2:43     |  |
| 11. | «Livin’ Tokyo»                 | 8:42     |  |
| 12. | «T-Électronique»               | 6:51     |  |

## Créditos
| - Hans Joachim Irmler - Lars Paukstat - Michael Stoll - Steven Wray Lobdell - Ulrike Helmholtz - Zappi Diermaier | - Arte por Thomas E. Martin. |